# BMW 326

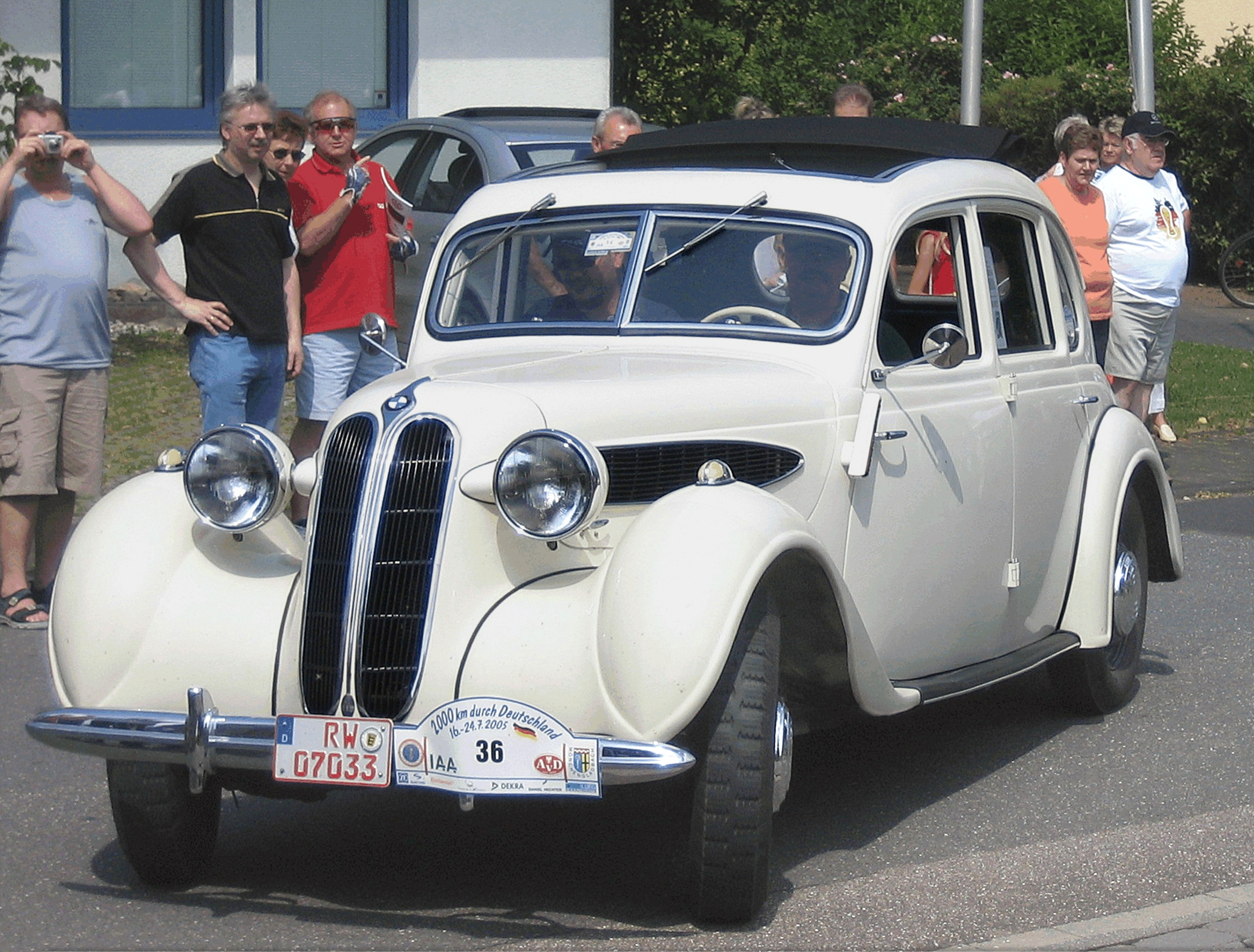
BMW 326, Baujahr 1939, bei der Oldtimerrallye „2000 km durch Deutschland“

Der BMW 326 war ein in Eisenach hergestellter viertüriger Personenwagen des bayerischen Fahrzeugherstellers BMW in den späten 1930er Jahren. Unter der Bezeichnung BMW 321 wurde ein ähnlicher, aber zweitüriger Wagen mit 45 PS gebaut. Der BMW 335 entsprach bis auf einen größeren Motor (3,5 l Hubraum, 90 PS) und einen geänderten Vorderwagen dem Modell 326.

## Geschichte

### Entwicklung
Im Jahr 1935 entwickelte BMW den Typ 326 als viertürigen Mittelklassewagen mit dem Sechszylindermotor des BMW 319, der geringfügig in Hubraum und Leistung gesteigert war. Neu entwickelt war das Fahrwerk mit hydraulischen Hebelstoßdämpfern an beiden Achsen und zwei längs liegenden Drehstabfedern an der von Lenkern geführten starren Hinterachse.
BMW stellte den Wagen auf der Internationalen Automobil- und Motorradausstellung (IAMA) im Februar 1936 in Berlin vor.
1940 sollte der 326 nach den Planungen von BMW durch den BMW 332 mit Pontonkarosserie, Fließheck sowie modifiziertem 2,0-Liter-Sechszylinder-Reihenmotor und angepasstem Fahrwerk des 326 abgelöst werden. Nachdem jedoch der Zweite Weltkrieg begonnen hatte, entstanden von dem vorgesehenen Nachfolger nur drei Vorserienmodelle.

### Vermarktung
Der Wagen wurde ein echtes Volumenmodell; bis zu seiner Produktionseinstellung 1941 konnten 15.949 Stück abgesetzt werden, trotz eines Verkaufspreises von 6650 Reichsmark für das kleine Cabriolet.
| Produktionszahlen | Jahr | 1936  | 1937  | 1938  | 1939  | 1940 | 1941 | Summe  |
| ----------------- | ---- | ----- | ----- | ----- | ----- | ---- | ---- | ------ |
| BMW 326           |      | 2.098 | 4.939 | 4.705 | 3.313 | 776  | 118  | 15.949 |

### BMW 326/2
In den ersten Nachkriegsmonaten begannen die verbliebenen Arbeiter, das zu 60 % zerstörte Automobilwerk Eisenach aufzuräumen und wieder aufzubauen. Dabei kamen noch einige vor dem Krieg hergestellte Originalteile – zum Teil unter den Trümmern liegend – zum Vorschein. Mit diesen Teilen wurden neben anderen Fahrzeugen (wie z. B. Typ 321/2) bis Ende 1945/evtl. noch Anfang 1946 noch drei Cabriolets 326/2 (Fahrgestell-Nummern 116'001 bis 116'003) sowie 18 Limousinen 326/2 (Fahrgestell-Nummern 120'001 bis 120'018) zusammengebaut. Soweit bekannt, wurden diese Fahrzeuge als Reparationsleistung in die Sowjetunion verbracht oder gingen als Dienstfahrzeuge an die sowjetische Militär-Administration.
Zur Unterscheidung der früher produzierten Fahrzeuge erhielten diese BMW-Fahrzeuge vom Automobilwerk Eisenach die obigen, neuen Fahrgestellnummern sowie die interne Zusatz-Typenbezeichnung „/2“. Bei diesen „Aus-den-Trümmern-Produktionen“ kamen notgedrungen vereinzelte Abweichungen in der Ausführung vor.
Von 1949 bis 1955 wurde dann im Automobilwerk Eisenach eine modernisierte Ausführung des 326 gebaut, der EMW 340.

## Technik

### Motor
Der Motor des 326 war ein Sechszylinder mit zwei Liter Hubraum, zwei Vergasern und einer Leistung von 50 PS. Das Getriebe hatte vier Gänge, war teilsynchronisiert und hatte für die ersten zwei Gangstufen einen Freilauf. Die Höchstgeschwindigkeit lag bei autobahngerechten 115 km/h.

### Rahmen, Fahrwerk und Karosserie

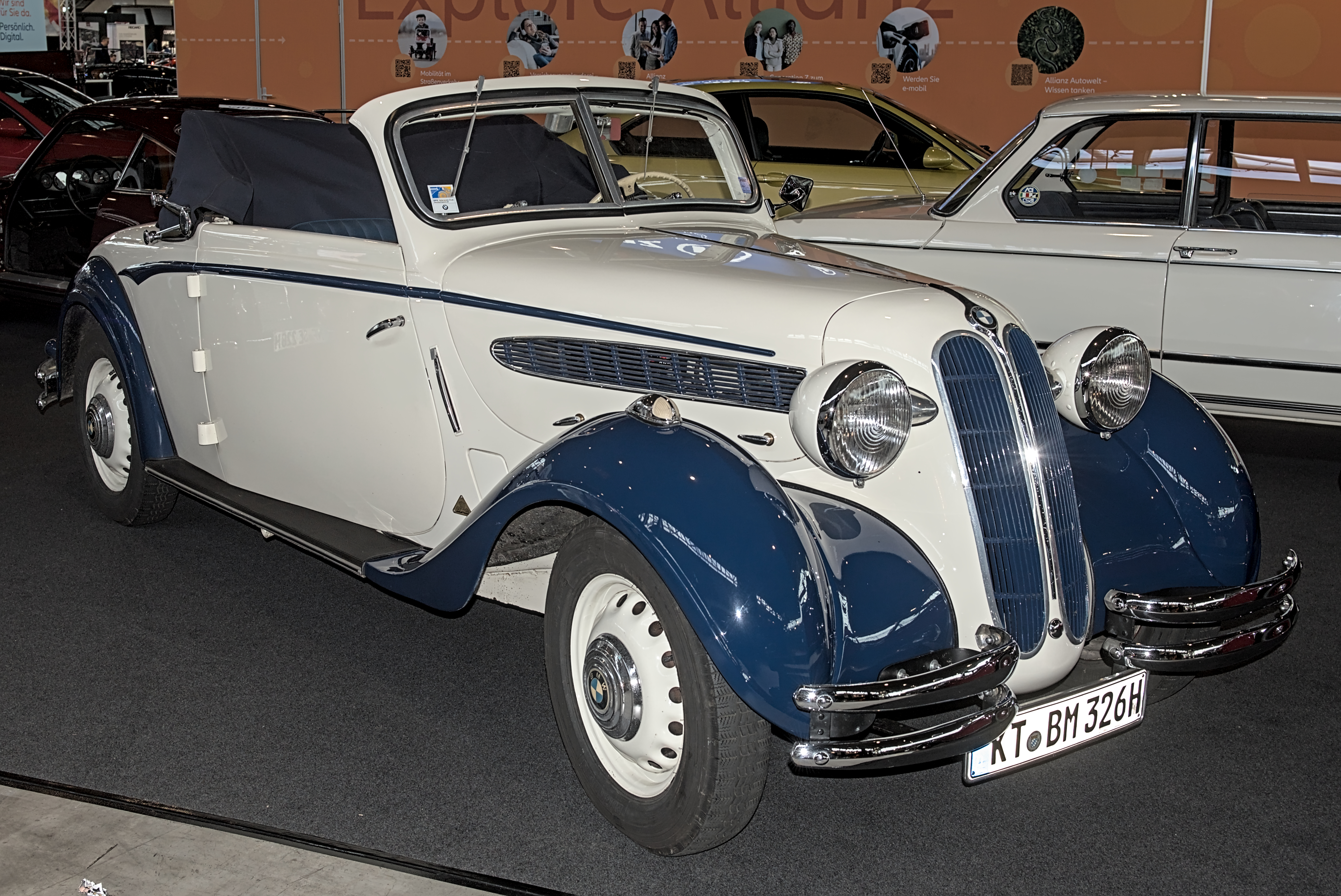
BMW 326 Cabriolet

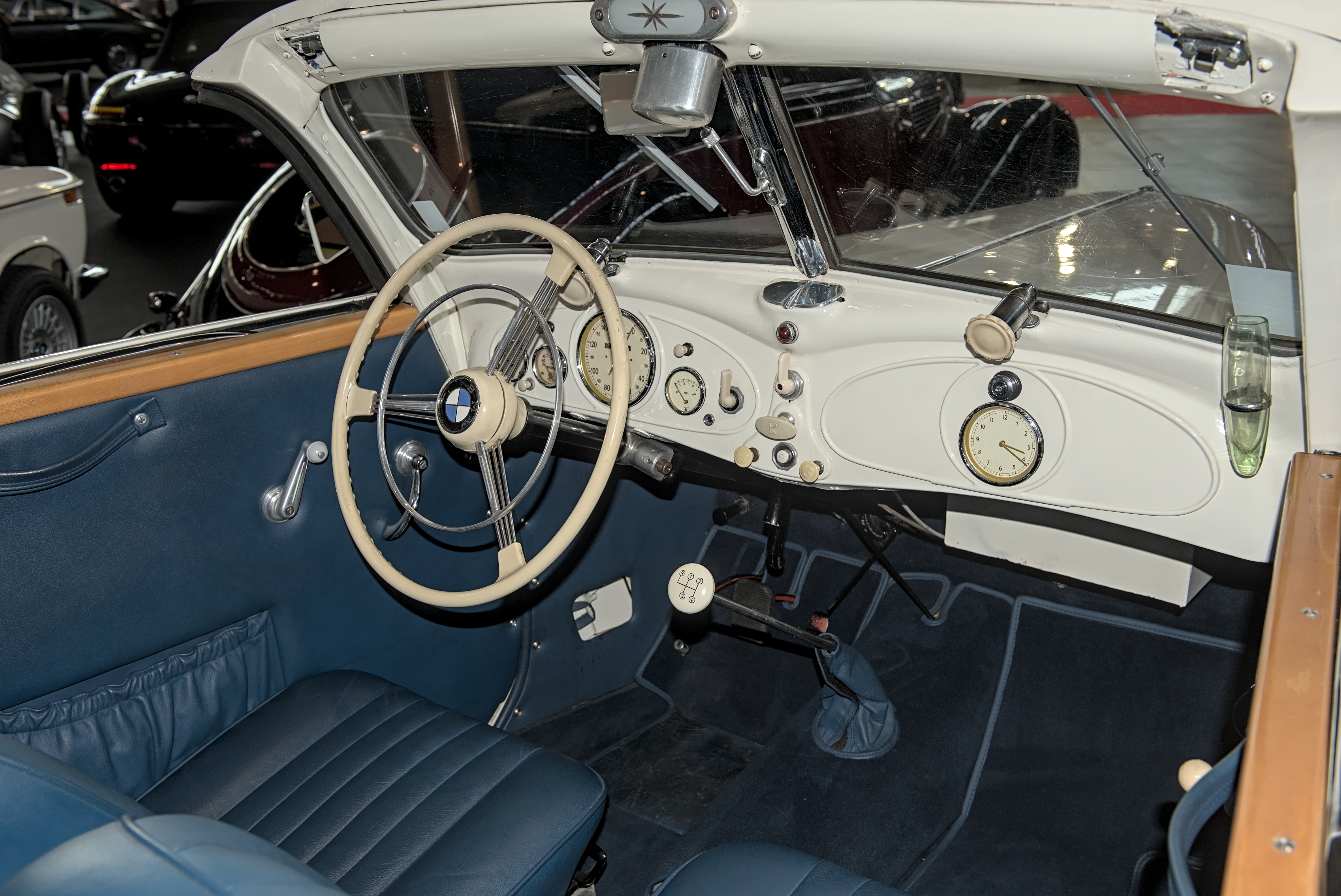
Lenkrad mit Signalring, Armaturenbrett, ausstellbare Frontscheibe

Der Kastenrahmen war mit der Karosserie verschweißt und wurde vom Ambi-Budd Presswerk aus Berlin-Johannisthal geliefert, ebenso wie Dach, Türen, Sitze, Verglasung und alle Beschlagteile der Karosserie. BMW stellte Kotflügel, Motorhaube, Trittbleche, Stoßstangen, Getriebeabdeckung, Gelenkwellenabdeckung, alle Bodenabdeckungen vor den Vordersitzen und ein Abdeckblech im Kofferraum selbst her. Dementsprechend gab es zwei Ersatzteillisten – eine von BMW und eine von Ambi-Budd.
Die starre Hinterachse war an den Traghebeln der Drehstabfedern über kurze Pleuel und einen am Differentialgehäuse gelagerten Dreieckslenker geführt. Die Vorderräder waren einzeln aufgehängt: unten an einer Querblattfeder und oben an Querlenkern. Die Trommelbremsen der Betriebsbremse wurden hydraulisch betätigt. Als Karosserievarianten wurden eine Limousine sowie ein zwei- und ein viertüriges Cabriolet angeboten, alle in der damals zeitgemäßen Stromlinienform. Das Reserverad lag verdeckt.